# Gabriel Péri (stanice metra v Paříži)
Gabriel Péri je nepřestupní stanice pařížského metra na severozápadní větvi linky 13. Nachází se mimo území Paříže na hranicích měst Asnières-sur-Seine a Gennevilliers v ulici Rue des Bas.

## Historie
Stanice byla otevřena 3. května 1980, když sem byla prodloužena linka ze stanice Porte de Clichy.

## Název
Původní název stanice zněl Gabriel Péri – Asnières – Gennevilliers podle nedaleké ulice Avenue Gabriel Péri a obou měst, na jejichž hranicích stanice leží.
Od 14. června 2008 při prodloužení linky do stanice Asnières – Gennevilliers – Les Courtilles, byl název zkrácen na současný tvar. Gabriel Péri (1902–1941) byl novinář a člen ústředního výboru Francouzské komunistické strany, který byl jako odbojář popraven nacisty.

## Vstupy
Stanice má pouze jeden centrální vchod v ulici Rue des Bas.